# 872 TCN
872 TCN là một năm trong lịch La Mã.